# クリスチャン・ヴァンデ

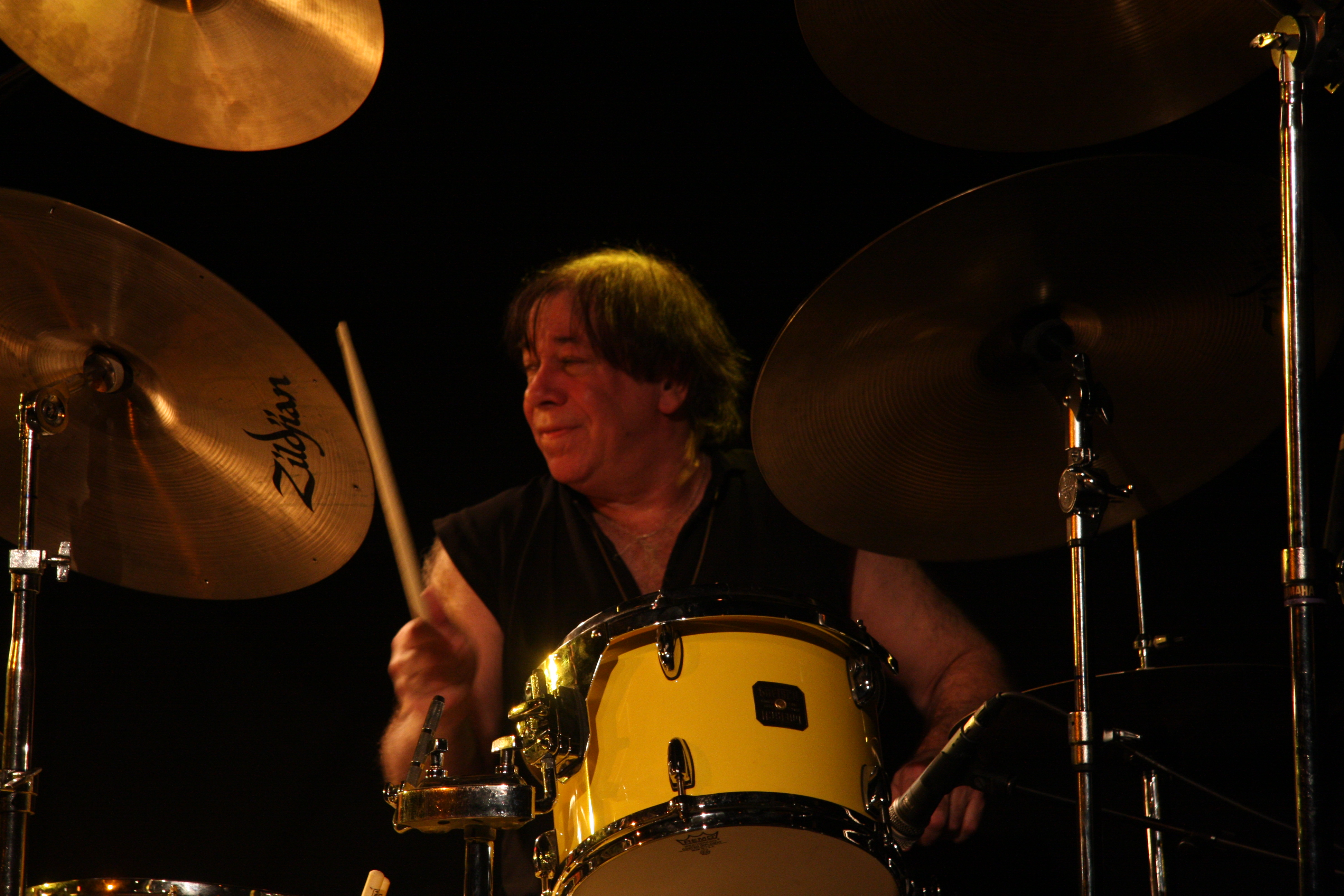
クリスチャン・ヴァンデ（フランスフランシュヴィルFort en Jazzフェスティバル, 2009年）

クリスチャン・ヴァンデ（ヴァンデール）（Christian Vander、1948年2月21日 - ）はフランス・ヴァル＝ド＝マルヌ県・ノジャン＝シュル＝マルヌ生まれのドラマーであり、フランスを代表するプログレッシブ・ロックバンド、マグマのリーダー。

## 略歴
幼少の頃からクラシックやジャズに親しみ、ミュージシャンを目指し13歳の頃からドラムスを始め、17歳の時にはすでにバンドを組んでいたという。1967年、敬愛するジャズサックス奏者ジョン・コルトレーンの死去にショックを受け、イタリアへ放浪の旅に出る。イタリアにて、酒に溺れ、ホテルを転々とする日々を送っていたが、1969年春の朝、「コルトレーンの仕事は未だ道半ばであり、誰かがそれをやり遂げなくてはならない。今度は私の番だ」という啓示を受け、フランスに戻り自らが行うべき新たなる音楽活動を模索。プログレッシブ・ロックバンドマグマを結成する。以降、マグマのリーダーとして数々の技巧派ミュージシャン達を牽引。フランスにおけるプログレッシブロックのシンボリックな存在の一人として、活動を続けている。

## 活動
自身が創作した「宇宙からきたコバイア星人の言語」コバイア語を駆使し、精力的にアルバム、ライブ活動をする。1980年代からはファンク、リズム・アンド・ブルースを基調とした楽曲を発表している。

## 奏法・機材
ジャズを基調とした情緒的で難解なストロークを多用する。ドラムセットはシンプルな3点セットの場合が多いが、80年代はシンバルがドラムセット全体を囲うように多数配置されている時期もあった。バスドラムは小ぶりでミュート処理を施さず、ティンパニのような音が出るのが特徴的である。

## 人物
愛煙家であり、マグマ来日時はライブハウスの喫煙所で煙草を吸っていた。自宅は御殿であり、ドアノブ、壁など至るところにマグマの鉤爪マークを装飾している。
大の飛行機嫌いとしても知られている。